# Битва под Подгайцами (1667)
Битва под Подгайцами (6—16 октября 1667) — битва, произошедшая во время польско-казацко-татарской войны 1666—1671 годов возле городка Подгайцы, ныне Тернопольской области Украины. В результате сражения коронный гетман Речи Посполитой Ян Собеский с 3-тысячным войском, поддержанным вооружёнными крестьянами, успешно отбил атаку 30-тысячного войска казацко-татарской армии под предводительством гетмана Петра Дорошенко и калги Девлет Гирея. Это поражение вынудило Дорошенко заключить соглашение, признающее превосходство Речи Посполитой над Правобережной Украиной.

## Предпосылки
С конца апреля 1666 года в селе Андрусово правительства Русского царства и Речи Посполитой вели переговоры о мире. Гетману Петру Дорошенко стало известно о намерениях Москвы отказаться от претензий к Правобережной Украине, чтобы укрепить свои позиции над Левобережьем. Тогда он решил нанести удар по Речи Посполитой и заставить отказаться от Правобережья, тем самым добившись независимости этой части Украины. Осенью того же года Дорошенко заручился поддержкой Крымского ханства, к нему в помощь прибыли 30 000 крымцев.
В январе 1667 года заключено перемирие между Россией и Речью Посполитой. Согласно этому договору мир устанавливался на 13,5 лет, Левобережная Украина отходила России, правобережная — Польше, Запорожская Сечь оставалась под общим управлением Русского царства и Речи Посполитой. Андрусовское перемирие было негативно встречено как Дорошенко, так и турками с татарами: для гетмана это существенно усложняло план по объединению обеих частей Украины, а для Крымского ханства и Османской империи возникала опасность создания объединённого фронта России и Польши. Однако благодаря отказу Русского царства от Правобережной Украины Дорошенко получил возможность действовать против Польши в союзе с Крымом и Турцией.

## Западный поход Дорошенко

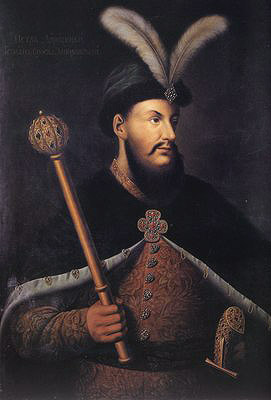
Пётр Дорошенко

В середине августа 1667 года Дорошенко приобретает Чигиринский замок и усиливает осаду польского гарнизона Белой Церкви. Не доверяя обещаниям короля предоставить независимость казацкой части Украины, он с 15-тысячным войском казаков с 30-40 пушками и с войском татар во главе с калга-султаном численностью 16-20 тыс. в начале сентября отправляется в поход против Речи Посполитой. Ему на помощь пришли и 3 тыс. турецких янычар с 12-ю пушками. По признанию Собеского, казаки намеревались идти вплоть до Вислы. Основные силы украинского и татарского войска продвигались через Староконстантинов в Тернополь. Вспомогательный удар со стороны Поднестровья нанёс Остап Гоголь: захватив с казаками и повстанцами Шаровку, он атаковал Ярмолинцы.

## План Собеского
Речь Посполитая, уставшая от гражданской войны, была не готова к боевым действиям, поэтому Ян Собеский вынужден был сам вместе с местным населением противостоять нашествию. Уже в июне он сообщил шляхте Русского и Люблинского воеводства о возможной опасности. Гетман, показывая хороший пример служения стране, сумел собрать 15 тыс. солдат (включая гарнизоны крепостей и частные войска). Кроме того, вооружил многих крестьян, которые охотно присоединились к войску. Хоть они и были православными русинами, татарские грабежи им настолько надоели, что они решили бороться с ними, даже если это означало также воевать против своих соотечественников — казаков Дорошенко.

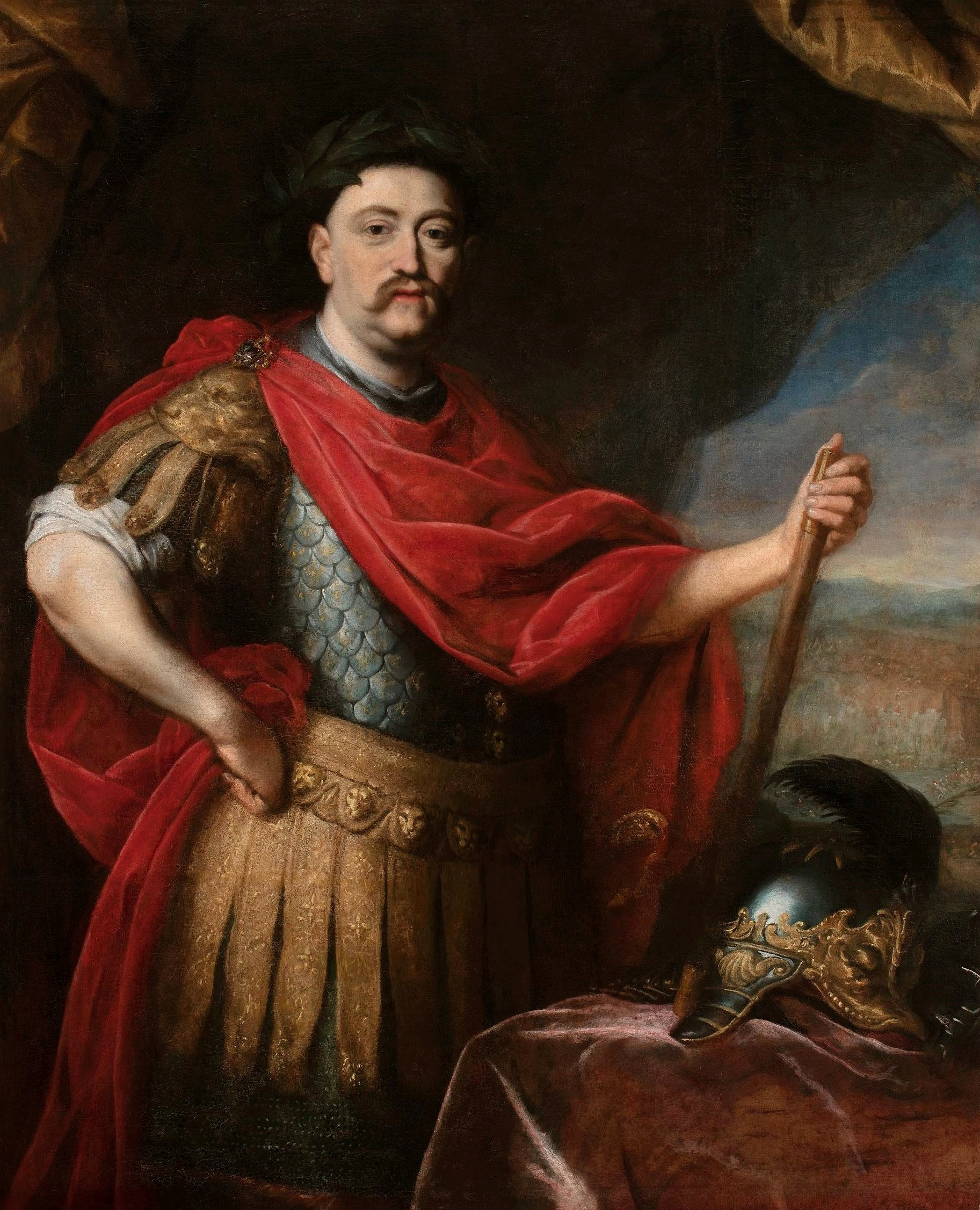
Ян III Собеский

До прихода соединённой казацко-татарской армии Собеский решил воспользоваться опытом Стефана Чарнецкого во время кампании 1664 года, применив его для разгрома татарского отряда. Собеский понимал, что его силы недостаточны для того, чтобы разбить казацко-татарскую армию Дорошенко в решающей битве. С другой стороны, он знал, что главной целью татарского похода был грабеж и плен. Также Собеский понимал, что если бы он попытался закрыть путь вглубь страны для армии Дорошенко, став в одном из укреплённых лагерей, то часть сил противника могла бы его легко заблокировать в лагере, тогда как татарские мобильные конные отряды —  чамбулы — получили бы возможность безнаказанного разорения края. Поэтому Собеский принял решение разделить армию на пять соединений численностью от нескольких сотен до пары тысяч солдат. Каждая такая группа защищала определённый район или перекрывала важный путь, защищаясь в укреплённой крепости или лагере. При этом каждая группа имела достаточное количество сил, способных к нападению на отдельные отряды. Сочетание наступательной силы польской конницы с оборонной способностью крепостей должно было принести хороший результат. Собеский хотел рассредоточить силы противника и, навязав им маневровую борьбу, уничтожить.
С частью войска Собеский стал под Каменцем, куда прибыл 20 сентября. Здесь он рассчитывал заблокировать удобный открытый путь на Львов. Но Дорошенко с Девлет Гиреем не поддались на хитрость. Под прикрытием предложения о ведении переговоров, союзники 25 сентября отправились из-под Староконстантинова на запад, через Збараж и Вишневец и пришли 3 октября к селу Поморяны. Собеский, узнав о появлении татар и Дорошенко в Галичине, 1 октября отправился в Подгайцы и 4 октября стал там на расстоянии 45 км от главных сил противника.
Когда татары распустили чамбулы, оказалось, что польские отряды были расположены так, что нападавшие везде сталкивались с сопротивлением, в итоге большинство отправленных отрядов были разбиты. Особенно чувствительное поражение татары потерпели под Поморянами, Бучачем и Нараевом. Только Зборов сдался без борьбы, став жертвой грабежа. Когда выяснилось, что врассыпную действовать не удалось, казацко-татарские силы вновь сосредоточились вместе и двинулись на Львов.
На пути во Львов, под Подгайцами, казаки и татары встретили армию коронного гетмана Яна Собеского (3 тыс. солдат, 6 тыс. вооружённых крестьян и 18 пушек). Выбранное Собеским для боя место было очень удобно оборонять. Севернее Подгайцев лежит возвышенность, ограниченная с одной стороны лесом, а с другой — рекой Коропца, образующей здесь полосу прудов. Возвышенность разделена оврагами и ручьями на восточную и западную часть. С юга и запада Подгайцы прикрывали густые леса, а с востока болота и глубокие балки. Собеский заранее провёл инженерную подготовку поля боя, возведя два равелина с пушками на севере подгайцкого замка. Большинство войск Собеского остались в резерве. Отряды Девлет Герая и Дорошенко (около 20 тыс. войска) подошли к Подгайцам 4 октября, но битва началась на два дня позже.

## Битва
Особенности поля боя заставили союзную армию разделиться на две части, которые слабо взаимодействовали тактически из-за того, что поле боя было разделено глубоким оврагом. При этом как западная, так и восточная части поля были шириной не более тысячи метров, и как следствие, казацко-татарскиео войска не смогли использовать своё численное преимущество.

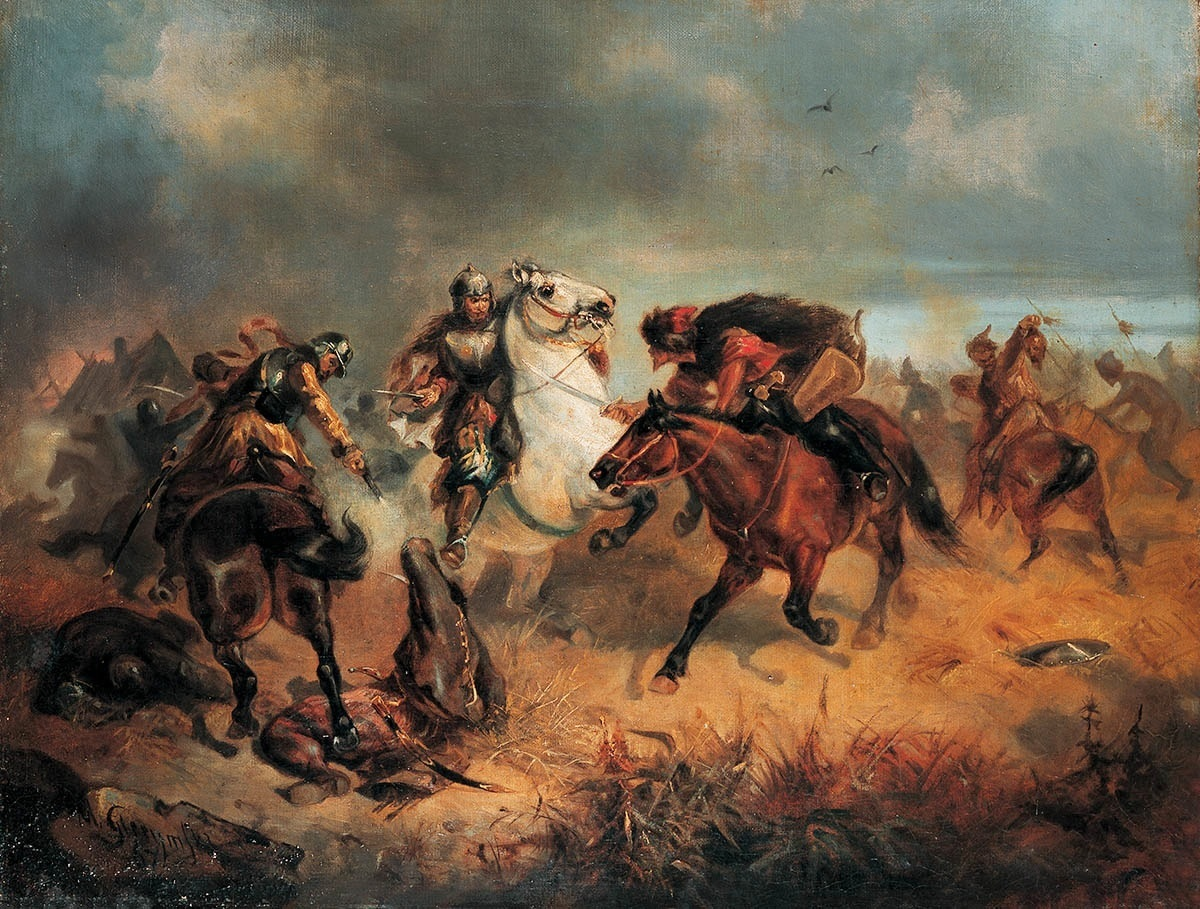
Схватка с татарами

Замысел Девлет Герая и Дорошенко состоял в том, чтобы ударом татарской орды по левому флангу поляков втянуть в бой все силы Собеского и отвлечь их от попытки казаков захватить Подгайцы, форсировать реку, выйти в тыл поляков и отрезать их от подгайцкого замка.
Собеский разместил всю свою пехоту и артиллерию в двух равелинах в форме полукруга под командой будущего гетмана Яблоновского (победителя татар под Устечком в 1694 году), оставив в резерве всю свою конницу.
Первым начал наступление калга-султан с татарами, но поскольку он был на узком фронте, Собеский остановил его огнём пехоты и артиллерии из полевых укреплений, а также контратаками конницы со второй линии. В контратаке приняло участие две трети конницы Собеского, 13 хоругвей под руководством поручика гетманской гусарской хоругви Александра Поляновского. Этим 800 полякам противостояли около 2 тыс. единиц татарской конницы, которая за неимением пространства не могла реализовать численное преимущество и окружить Поляновского. Между тем польская артиллерия начала вести огонь через головы своей конницы по второй линии татар, не давая им прийти на помощь первой линии.
В это время началась атака Дорошенко на правый фланг Собеского. Против казаков Собеский бросил остальную конницу, 400 лошадей во главе с поручиком Вилчковським. Эта атака должна была дать время польской пехоте и крестьянам закончить линию окопов: довести её до Коропца и перекрыть путь в тыл польского расположения.
Атака казаков была поддержана огнём казачьих пушек и сопровождалась попыткой форсировать реку выше Старого Города с целью обойти поляков с тыла. Она также закончилась неудачей: казаки были остановлены польской конницей, переброшенной с левого крыла после отражения атаки татар.
Татары на польском левом фланге отступили, и это позволило полякам вместе с крестьянами и лагерной челядью перейти в контратаку и отбросить казаков Дорошенко. Казаки, атакованные с трёх сторон, запаниковали и бежали с поля боя, а казацко-татарские резервы через узкий фронт в 1 км не смогли прийти им на помощь.
Неудача казацко-татарского войска, кроме сложности штурма хорошо защищенной позиции противника в условиях сложной местности, была обусловлена ещё и плохой координацией действий двух частей коалиционного войска. Из-за больших потерь казаки и татары отказались от попытки достичь быстрого решения боя и, используя численное превосходство, приступили к осаде польских войск.

## Соглашение

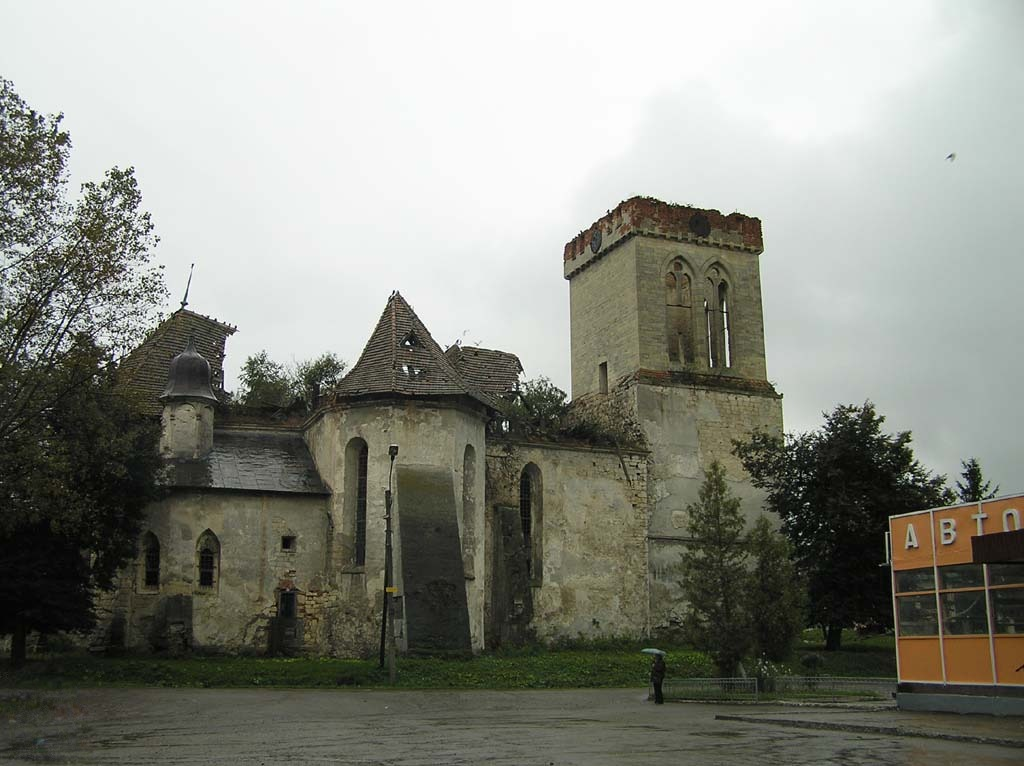
Костел в Подгайцах, в котором было подписано соглашение

Во время этой осады польские гарнизоны, распределённые по краю, перекрыли линии снабжения казацко-татарского войска. Кроме того, запорожский кошевой атаман Иван Серко, союзник Речи Посполитой, и харьковский полковник Ждан Рог (Иван Кириленко) с 2 тыс. казаков вошли в Крым и, пользуясь отсутствием на полуострове серьёзных военных сил, ограбили и разорили край так, что там остались «только псы и коты». Прорвавшись через Перекоп, казаки разрушили город Арбаутук, убили более 2 тыс. мужчин, захватили в рабство 1,5 тыс. женщин и детей, уволили 2 тыс. невольников и с триумфом вернулись в Сечь.
Это известие серьёзно ударило по боевому духу татар, воевавших с Дорошенко и отобрало у них желание воевать дальше в Галичине. Пошатнулось их доверие к союзникам, многие из них пустились в бегство из лагеря домой. Повторилась типичная в истории татарско-украинских союзов картина: по головам своих союзников Девлет Герай 16 октября начал переговоры с Собеским и всего через 4 часа заключил трактат о «вечной дружбе и нерушимом мире», а казаки должны были оставаться в польским подданстве на условиях, которые должна была выработать специальная комиссия. Соглашение также предусматривало обмен пленными.
Дорошенко оказался в столь опасной ситуации, что пришлось наспех копать окопы, чтобы защитить свой лагерь от своих же «союзников». Когда Девлет Герай предложил своё посредничество, то и ему не оставалось ничего другого, как приступить к переговорам с Собеским.
19 октября соглашение с гетманом Дорошенко было достигнуто: он сам и всё Запорожское войско обещали подданство королю и отказывались на будущее от любых претензий; помещики могли свободно возвращаться в свои имения; коронное войско не должно было входить в казацкую часть Украины. Пакт был скреплён взаимной присягой Дорошенко и Собеского.
Интересно, что советская «История Украинской ССР» вспоминает об этой битве как о победе Дорошенко:
В следующем году вблизи Подгайцев полки Дорошенко и татарские отряды снова окружили войско Речи Посполитой и нанесли ему поражение.